# Demetrio Lozano Jarque
Demetrio Lozano Jarque (Alcalá de Henares, Espanya 1975) és un jugador d'handbol internacional espanyol, guardonat amb tres medalles olímpiques. Demetrio és un jugador molt fort on destaca la seva increïble força a l'hora de llançar a porteria amb el seu braç dretà. És molt ràpid fent fintes a gir i en posició.

## Biografia
Va néixer el 23 de setembre de 1975 a la ciutat d'Alcalá de Henares, població situada a la Comunitat de Madrid.

## Carrera esportiva

### Trajectòria per clubs
| Temporades             | Club                 | Lliga      | País     |
| ---------------------- | -------------------- | ---------- | -------- |
| 1992/1993 - 1994/1995  | Juventud Alcalá      | -          | Espanya  |
| 1995/1996 - 1997/1998  | Caja España Ademar   | ASOBAL     | Espanya  |
| 1998/1999 - 2000/2001  | FC Barcelona         | ASOBAL     | Espanya  |
| 2000/2001 - 2003/2004  | THW Kiel             | Bundelisga | Alemanya |
| 2005/2006 - 2006/2007  | Portland San Antonio | ASOBAL     | Espanya  |
| 2007/2008 - 2009/2010  | FC Barcelona         | ASOBAL     | Espanya  |
| 2010/2011 - actualitat | CAI Aragón           | ASOBAL     | Espanya  |

Títols
- 2 Lligues ASOBAL: 1999, 2000 (FC Barcelona) i 2005 (Portland Sant Antonio).
- 1 Copa del Rei: 2001 (FC Barcelona).
- 1 Supercopa d'Espanya d'handbol: 2001 (FC Barcelona).
- 1 Bundelisga: 2002 (THW Kiel).
- 2 Copa EHF: 2002 i 2004 (THW Kiel).

### Trajectòria amb la selecció
Va participar, als 20 anys, en els Jocs Olímpics d'Estiu de 1996 realitzats a Atlanta (Estats Units), on va aconseguir guanyar la medalla de bronze amb la selecció espanyola d'handbol en la final pel tercer lloc al derrotar la selecció francesa, un metall que aconseguí revalidar en els Jocs Olímpics d'Estiu de 2000 realitzats a Sydney (Austràlia) al derrotar a la selecció de Sèrbia i Montenegro. En els Jocs Olímpics d'Estiu de 2004 realitzats a Atenes (Grècia) guanyà un diploma olímpic en finalitzar setens, i en els Jocs Olímpics d'Estiu de 2008 realitzats a Pequín (República Popular de la Xina) aconseguí una nova medalla de bronze en derrotar la selecció croata.
Al llarg de la seva carrera ha guanyat una medalla d'or en el Campionat Mundial d'Handbol; quatre medalles en el Campionat d'Europa, tres d'elles de plata; i una medalla d'or en els Jocs del Mediterrani.